# دن لوی (کمدین آمریکایی)
دن لوی (متولد ۱۹ مارس ۱۹۸۱) کمدین، بازیگر، نویسنده و تهیه‌کننده آمریکایی مستقر در لس آنجلس، کالیفرنیا است. او اجرای استندآپ را در سال ۲۰۰۰ آغاز کرد و سه آلبوم کمدی از جمله جدیدترین آن دن لوی شیر در سال ۲۰۱۶ منتشر کرده‌است.

## زندگی
دن در ۱۹ مارس ۱۹۸۱ متولد شد. در سال ۱۹۹۳، لوی عضو یک گروه بداهه نوجوان در کنتیکت شد. وی هنگام تحصیل در کالج امرسون در بوستون به عنوان کمدین شروع به اجرا کرد.

## زندگی شخصی
لوی در سال ۲۰۱۰ با ریچل اسپکتور بازیگر ازدواج کرد او با جان مولانی کمدین دوست صمیمی است.

## دیسکوگرافی
- تبریک به خاطر موفقیت شما (۲۰۱۱)
- دن لوی: شیر (۲۰۱۶)